# Édouard Pailleron
Édouard Jules Henri Pailleron, född 7 september 1834, död 19 april 1899, var en fransk poet och dramatiker.
Pailleron debuterade med en satirisk diktsamling, Les parasites (1860) och återvände senare flera gånger till poesin, bland annat i Pière pour la France (1871). Hans första teaterpjäs var Le parasite (1860), senare följd av en rad komedier på vers och prosa. En världsframgång blev Le monde où l'on s'ennuie (1881, Sällskap där man har tråkigt, uppförd samma år i Stockholm på tre olika scener), en kvick drift med det litterära snobberiet. Mindre betydande var Le monde où l'lon s'amuse (1868), La souris (1887) och Cabotins (1894). Pailleron var från 1882 ledamot av Franska Akademien. Hans Théâtre complet utgavs 1909–1912 i 4 band.